# Gellénháza
Gellénháza è un comune dell'Ungheria di 1.689 abitanti (dati 2001). È situato nella contea di Zala.